# CTR (Интернет)
CTR (кликабельность, от англ. click-through rate — показатель кликабельности) — метрика в интернет-маркетинге.
CTR определяется как отношение числа кликов на баннер или рекламное объявление к числу показов, измеряется в процентах.
Формула вычисления CTR:
CTR = (количество кликов / количество показов) * 100
Например: рекламный блок был показан 10 раз и на него кликнули 2 раза. Значит его CTR — 20 %.
Аббревиатура CTR произносится как «си-ти-ар». CTR является важным показателем эффективности любой рекламной кампании. Показатель CTR может быть применим к любой гипертекстовой ссылке в интернете, если учитываются её показы и клики.
CTR для динамических баннеров в Рунете обычно колеблется от 0,01 % до 2 %. При хорошем медиапланировании и эффективном таргетинге значение CTR может быть значительно выше и составлять десятки процентов. Самый высокий CTR может обеспечить контекстная реклама в поисковых системах, когда объявления рекламодателей показываются в зависимости от поисковых запросов пользователей.
Важное влияние на CTR (кликабельность) рекламы оказывают следующие факторы:
- Картинки и текст, размещенные на баннерах. Для получения высокого CTR баннер должен либо представлять интерес для аудитории сайта (реклама сумочек на дамском сайте) либо содержать что-то шокирующее, возбуждающее любопытство или привлекающее внимание (прием широко используется в тизерных сетях).
- Размер. Очевидно, реклама большого размера привлекает большее внимание.
- Яркость и контрастность. Повышенные яркость и контрастность привлекают повышенное внимание.
- Использование медиа (звук, видео) либо анимации. На небольших рекламных сетях с пониженными требованиями к рекламодателям также позволено использовать такие приемы, как мерцание рамки баннера или картинки целиком.
- Интерактивность. Баннеры, реагирующие на проведение над ними курсора или предлагающие мини-игры создают повышенный CTR
- Место расположения на веб-странице. Для получения повышенного внимания баннер должен находиться в зоне внимания пользователя, в крайнем выражении — закрывать собой контент сайта.
- Таргетинг. При подборе слов для объявления максимально важно учитывать критерии аудиторий (пол, возраст, страна и т. д.), к которой необходимо обратиться.

Зачастую CTR считают мерой качества рекламного блока или рекламной площадки. Однако нужно иметь в виду, что для имиджевой рекламы значение CTR гораздо менее существенно, чем количество пользователей, которые её увидят (количество показов), и то внимание, которое они ей уделят. Для продуктовой (продающей) рекламы значительно более важное значение имеет CR (conversion rate, рейтинг конверсии), то есть тот процент пользователей, которые не только прошли по ссылке, но и совершили покупку.